# Bahnhof Kißlegg
Der Bahnhof Kißlegg ist der einzige Bahnhof der Gemeinde Kißlegg im Landkreis Ravensburg, in ihm zweigt die Bahnstrecke Kißlegg–Hergatz von der Bahnstrecke Herbertingen–Isny ab.

## Geschichte
Der Bahnhof Kißlegg wurde im Zuge des Baus des Abschnitts Waldsee–Kißlegg errichtet und am 15. September 1870 in Betrieb genommen. Die Entscheidung zur Streckenführung fiel bereits 1868, wobei sich die württembergische Regierung aus wirtschaftlichen und technischen Gründen früh auf Kißlegg festlegte. Ursprünglich war der Bahnhof für zwei Jahre als Endbahnhof konzipiert, bis die Strecke weitergeführt wurde. 1880 wurde die Strecke Richtung Hergatz eröffnet.
Das ursprüngliche Empfangsgebäude wurde zunächst eingeschossig im Mittelteil errichtet und später aufgestockt. Im Rahmen des Streckenbaus entstanden zudem zahlreiche Nebengebäude, darunter 15 Bahnwärterhäuschen. Der Bahnhof spielte eine zentrale Rolle bei der Erschließung der Region, zog zahlreiche Arbeitskräfte an und war Ausgangspunkt für den Transport regionaler Rohstoffe wie Torf.

## Planungen
Der Bahnhof Kißlegg soll umfassend modernisiert und ausgebaut werden. Geplant sind mehrere Maßnahmen:
- Beseitigung des Bahnübergangs in der Schlossstraße: Geplant ist der Ersatz durch eine Eisenbahnüberführung bzw. eine Straßenunterführung, um den Verkehrsfluss zu verbessern und die Sicherheit zu erhöhen.[2]
- Neubau eines 740 Meter langen Überholgleises (Gleis 4): Dieses soll als Ausweichgleis für den Güterverkehr dienen und die Kapazität der Strecke erhöhen. Das Vorhaben ist Teil des bundesweiten Programms Deutschlandtakt.[2]
- Einbau eines zusätzlichen Stumpfgleises (Gleis 13): Zwischen Bahnsteig 2 und 3 soll ein neues Gleis entstehen, um die Umsteigesituation für Regionalzüge zu verbessern.[2]
- Alle Bahnsteige sollen erneuert und barrierefreie Zugänge geschaffen werden.
- Einbau neuer Weichen im Westkopf des Bahnhofs: Dies soll die Einfahrtgeschwindigkeit der Züge erhöhen und den Betriebsablauf optimieren.[2]
- 2–3 Meter hohe Lärmschutzwände, um die Lärmbelastung für die Anwohner an der Bahnhofsstraße zu verringern.[2]

Mit dem Baubeginn rechnet DB InfraGO 2030.

## Aktuelles Verkehrsangebot
| Linie | Verlauf | Frequenz                                                                                                   | Betreiber |
| ----- | --- | --- | --------- |
| RE72  | Wangen – Kißlegg – Leutkirch – Memmingen – Sontheim (Schwab) – Stetten (Schwab) – Mindelheim – Türkheim (Bay) – Buchloe – Kaufering – Geltendorf – München-Pasing – München Hbf | 2 Züge täglich in Richtung München, kein Gegenzug                                                          | Arverio   |
| RE96  | Lindau-Reutin – Lindau-Insel – Hergatz – Wangen – Kißlegg – Leutkirch – Memmingen – Buchloe – München                                                                           | Zweistundentakt                                                                                            | Arverio   |
| RB92  | Lindau-Reutin – Lindau-Insel – Hergatz – Wangen – Kißlegg – Leutkirch – Memmingen                                                                                               | Zweistundentakt                                                                                            | Arverio   |
| RB 53 | Aulendorf – Bad Waldsee – Alttann – Wolfegg – Kißlegg – Leutkirch/Wangen | Stundentakt zwischen Aulendorf und Kißlegg, Zweistundentakt bis Leutkirch, ein Zugpaar täglich nach Wangen | DB Regio  |